# Oborniki
Oborniki (pot. Oborniki Wielkopolskie, niem. Obernick) – miasto w województwie wielkopolskim, siedziba powiatu obornickiego oraz gminy miejsko-wiejskiej Oborniki. Usytuowane nad Wartą, u ujścia rzeki Wełny. Według danych na 31 grudnia 2021 zamieszkiwane przez 17 534 osoby.

## Historia

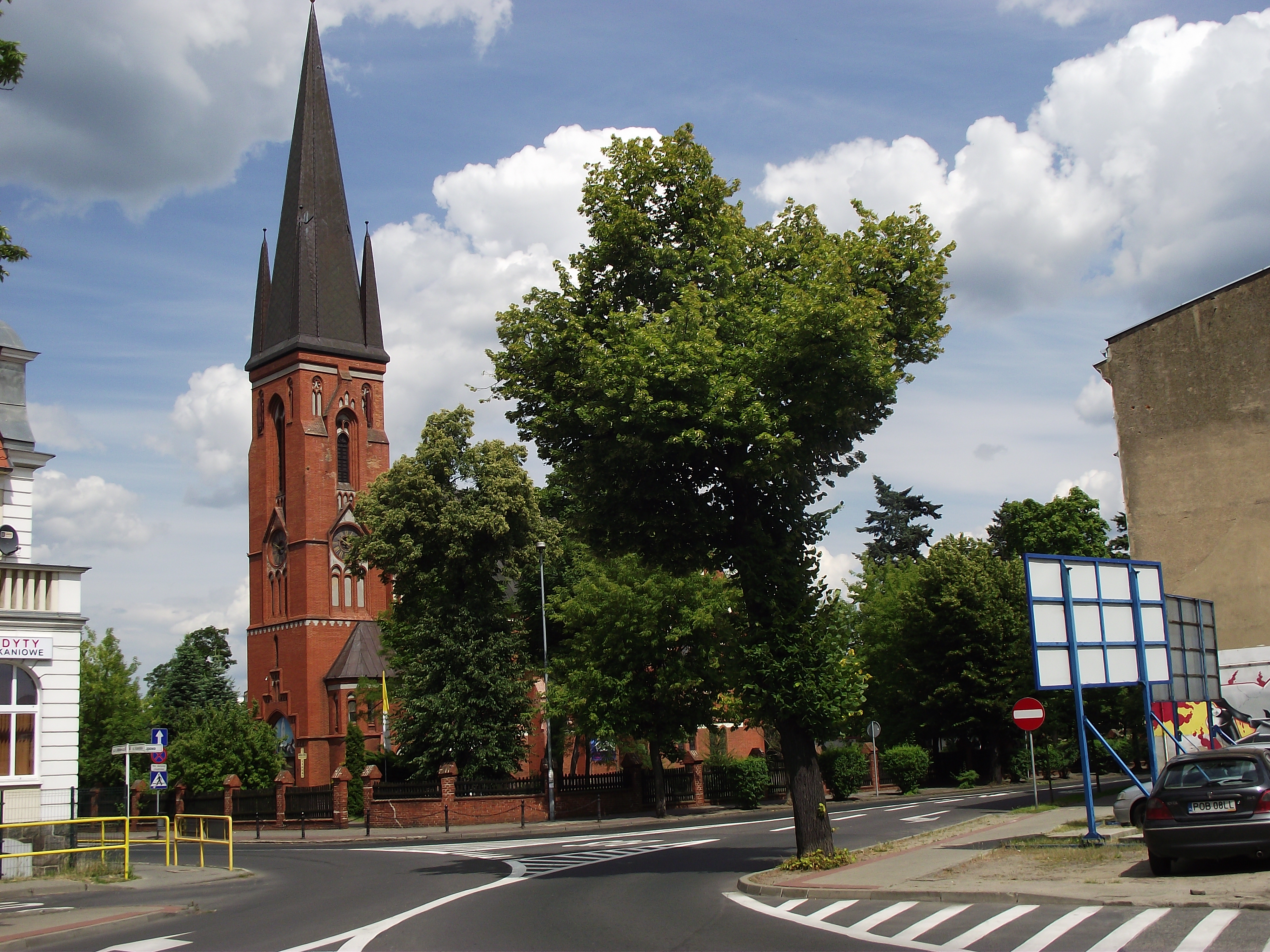
Poewangelicki kościół św. Józefa (2014)

Człowiek pojawił się w okolicach dzisiejszych Obornik około 12 tysięcy lat temu. Osadnictwo historyczne na tym obszarze związane jest z pobliskim grodem wczesnośredniowiecznym i późniejszą kasztelanią Radzim, która jednak do końca XIII wieku straciła na znaczeniu, między innymi na korzyść rozwijających się Obornik.
Lokację miejską Oborniki uzyskały przed 1292 r.. Lokacji Obornik i powiązanej z nią fundacji klasztoru franciszkanów przez księcia Bolesława Pobożnego badacze doszukują się w XIII wieku. Z końca tego stulecia, a dokładniej z 1299 r. pochodzi pierwsza źródłowa wzmianka o Obornikach, dokument wystawiony w mieście przez Władysława Łokietka. Źródłowe potwierdzenie praw miejskich Obornik znajduje się w dokumencie przechowywanym w toruńskim archiwum, pochodzącym z 1339 r. Na pieczęci dokumencie znajduje się pierwszy wizerunek miejskiego herbu. Herb przedstawiał polskiego orła piastowskiego bez korony. Pierwszym znanym z imienia obornickim wójtem był Maciej. Oborniki rządziły się prawem magdeburskim.
Oborniki cieszyły się przychylnością między innymi króla Władysława Jagiełły, który wielokrotnie w nich przebywał i nadał miastu wiele przywilejów. W XIV–XVI wieku zbudowano murowany zamek starościński i trzy kościoły, z których jeden – farny, zachował się do dziś. W latach 1400–1466 w Krakowie uczyło się dziesięciu studentów z Obornik, między innymi Piotr Wedelicki (nadworny lekarz Zygmunta Starego). W czasie wojny trzynastoletniej Oborniki wystawiły w 1458 r. 15 pieszych na odsiecz oblężonej polskiej załogi Zamku w Malborku. W XVI wieku miasto królewskie, lokowane w 1312 r., położone było w województwie poznańskim.
Zamek obornicki wraz ze znaczną częścią miasta zostały doszczętnie zniszczone podczas tragicznego potopu szwedzkiego z lat 1655–1660. Nie ominęła Obornik wojna siedmioletnia 1756–1763 oraz wydarzenia konfederacji barskiej 1768–1770. W 1768 r. rozpoczęto budowę murowanego kościoła i klasztoru franciszkanów, na miejscu dawnych drewnianych.

### Okres zaborów
W 1793 r. Oborniki weszły w skład Królestwa Prus. Zaborca ustanowił Oborniki stolicą powiatu obejmującego swym zasięgiem aż 224 miejscowości, w tym Rogoźno, Szamotuły, Wronki i Murowaną Goślinę. Mieszkańcy Obornik walczyli w powstaniach listopadowym i styczniowym, podczas Wiosny Ludów 1848, a także wspierali materialnie zbrojne wystąpienia powstańców. Do nastawionej patriotycznie szlachty ziemi obornickiej przybywali znakomici goście, tacy jak Adam Mickiewicz (Łukowo, Objezierze), Franciszek Bronisław Mickiewicz (Łukowo, Rożnowo), Józef Ignacy Kraszewski czy Julian Ursyn Niemcewicz (Objezierze). W XIX wieku miasto powoli rozwijało się gospodarczo. W 1879 r. Oborniki zyskały połączenie kolejowe z Poznaniem i Piłą, w 1897 r. założono w mieście Spółdzielczy Bank Ludowy. W 1814 r. wybuchł duży pożar miasta. Na przełomie XIX i XX wieku wzniesiony został neogotycki kościół (przy ul. Lipowej), który został oddany do użytku dla zboru ewangelickiego (obecnie parafia pw. św. Józefa). 26 grudnia 1918 oborniczanie entuzjastycznie powitali jadącego do Poznania Ignacego Jana Paderewskiego, a następnie wzięli udział w Powstaniu Wielkopolskim, które zakończyło się sukcesem. 4 stycznia 1919 miasto stało się polskie w wyniku działań bojowych.

### II wojna światowa
8 września 1939 Oborniki zostały zajęte przez Wehrmacht. Podczas wojny działała w Obornikach podziemna organizacja harcerska Szare Szeregi, której komendant harcmistrz Jan Miękus został zgładzony w obozie koncentracyjnym Gross Rosen. Niemiecką okupację Obornik zakończyło zdobycie miasta 24 stycznia 1945  przez wojska Armii Czerwonej.

### Okres podrugowojenny
26 stycznia 1945 powołano na burmistrza Mieczysława Łukanowskiego. W 1975 r. Oborniki znalazły się w województwie poznańskim i przestały być stolicą zlikwidowanego powiatu. W latach 1975–1998 administracyjnie należały do województwa poznańskiego. W efekcie przemian, w 1990 r. pierwszym burmistrzem okresu III Rzeczypospolitej Polskiej wybrano Juliana Kubiaka. 1 stycznia 1999 Oborniki stały się ponownie siedzibą powiatu.
Burmistrz Obornik w swoich insygniach miejskich ma wkomponowane herby Abdank i Wedel oraz historyczny herb miasta z XIV wieku.

## Demografia

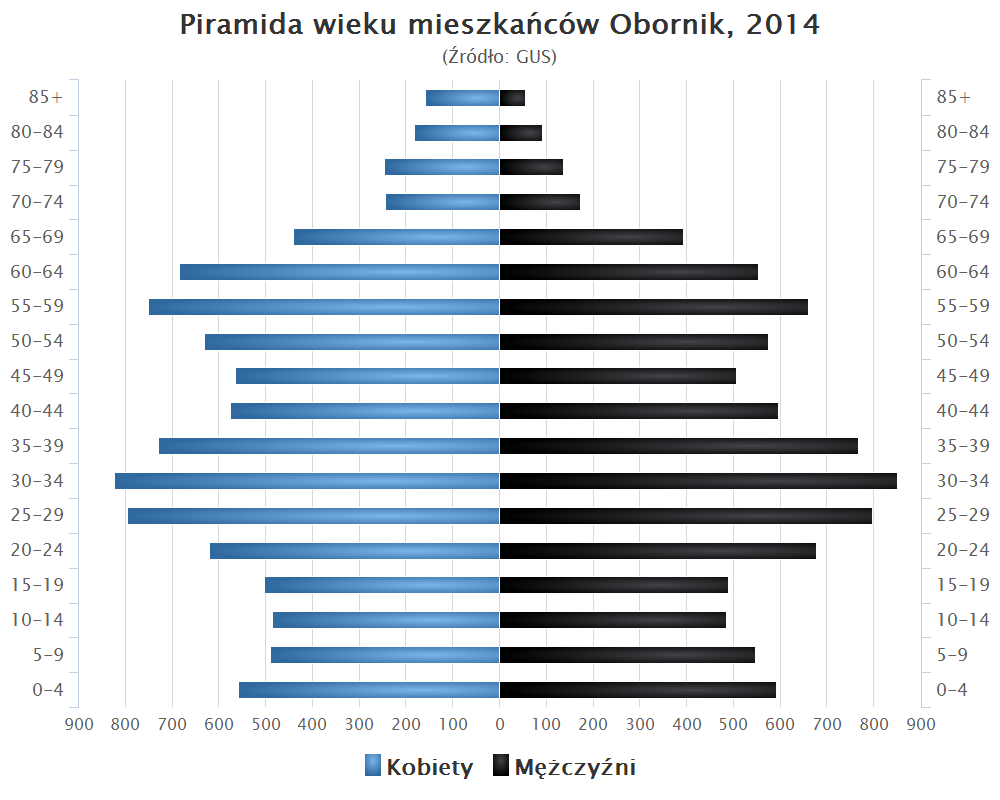
Piramida wieku mieszkańców Obornik w 2014 r.

## Zabytki

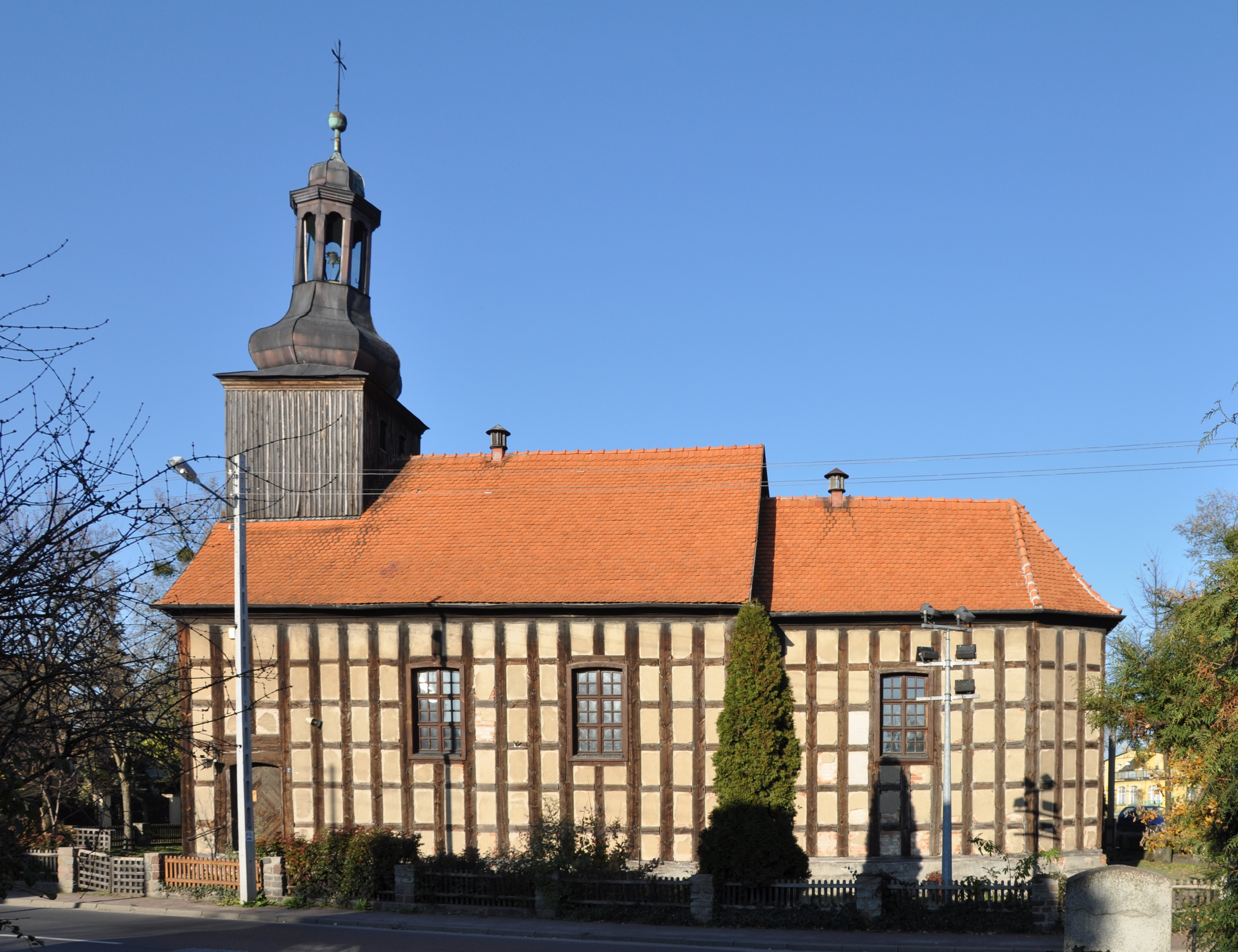
Kościół Świętego Krzyża.

Obornicki rynek został wytyczony w XIII wieku, a jego zabudowa pochodzi z XIX–XX wieku.
Zabytki chronione prawnie w mieście:
- układ urbanistyczny, nr rej.: 545/49/A z 23.02.1956;
- kościół parafialny pw. Wniebowzięcia NMP – gotycka świątynia z przełomu XV/XVI wieku, przebudowany w 1814, jest tutejszą farą (ul. Kościelna 2);
- kościół parafialny Świętego Krzyża, o budowie szachulcowej z 1766 (ul. Obrzycka);
- kościół parafialny św. Józefa z 1901, początkowo ewangelicki, w 1945 przekazany katolikom (ul. Lipowa 10);
- skrzydło dawnego klasztoru franciszkanów z 1768, po pożarze w 1993 roku w ruinie;
- cmentarzysko ciałopalne ludności kultury łużyckiej IV–V EB – Ha C (1000/950 – 500 r. p.n.e.).

## Gospodarka
Ze względu na swoje położenie przy drodze krajowej nr 11 miasto jest ośrodkiem skupiającym duże firmy. Przedsiębiorstwa w Obornikach zajmują się produkcją stolarki okiennej, mebli tapicerowanych, destylacją alkoholi oraz produkcją płyt warstwowych. Do 2004 roku w mieście funkcjonowała również firma Wielkopolskie Fabryki Mebli S.A.

## Edukacja
- Przedszkole nr 1 „Bajeczka”
- Przedszkole nr 2 „Słoneczny Świat”
- (Zespół Przedszkoli)
- Przedszkole nr 4 „Bajka”
- Przedszkole nr 5 „Kolorowe Nutki” (Zespół Przedszkoli)
- Przedszkole nr 6 „Książę Szafranek” (zarządzane przez osobę prywatną)
- Przedszkole Publiczne (zarządzane przez osobę prywatną) „Zaczarowane Przedszkole”
- Prywatne Przedszkole „Akademia Wiedzy i Zabawy”
- Szkoła Podstawowa nr 2 im. Wojska Polskiego
- Szkoła Podstawowa nr 3 im. Adama Mickiewicza
- Szkoła Podstawowa nr 4 im. UNICEF
- Niepubliczna Polsko-Angielska Szkoła Podstawowa im. Johna Deweya
- Liceum Ogólnokształcące im. Stanisława Wyspiańskiego
- Zespół Szkół im. gen. Tadeusza Kutrzeby

## Kultura
Instytucje kulturalne:
- Obornicki Ośrodek Kultury
- Miejska Biblioteka Publiczna

Dni Obornik są obchodzone w drugiej dekadzie czerwca.

## Sport
Od 1922 roku działa w mieście klub piłki nożnej Sparta Oborniki. Największym sukcesem drużyny był udział w rozgrywkach III ligi w latach 2008–2010.

## Religia

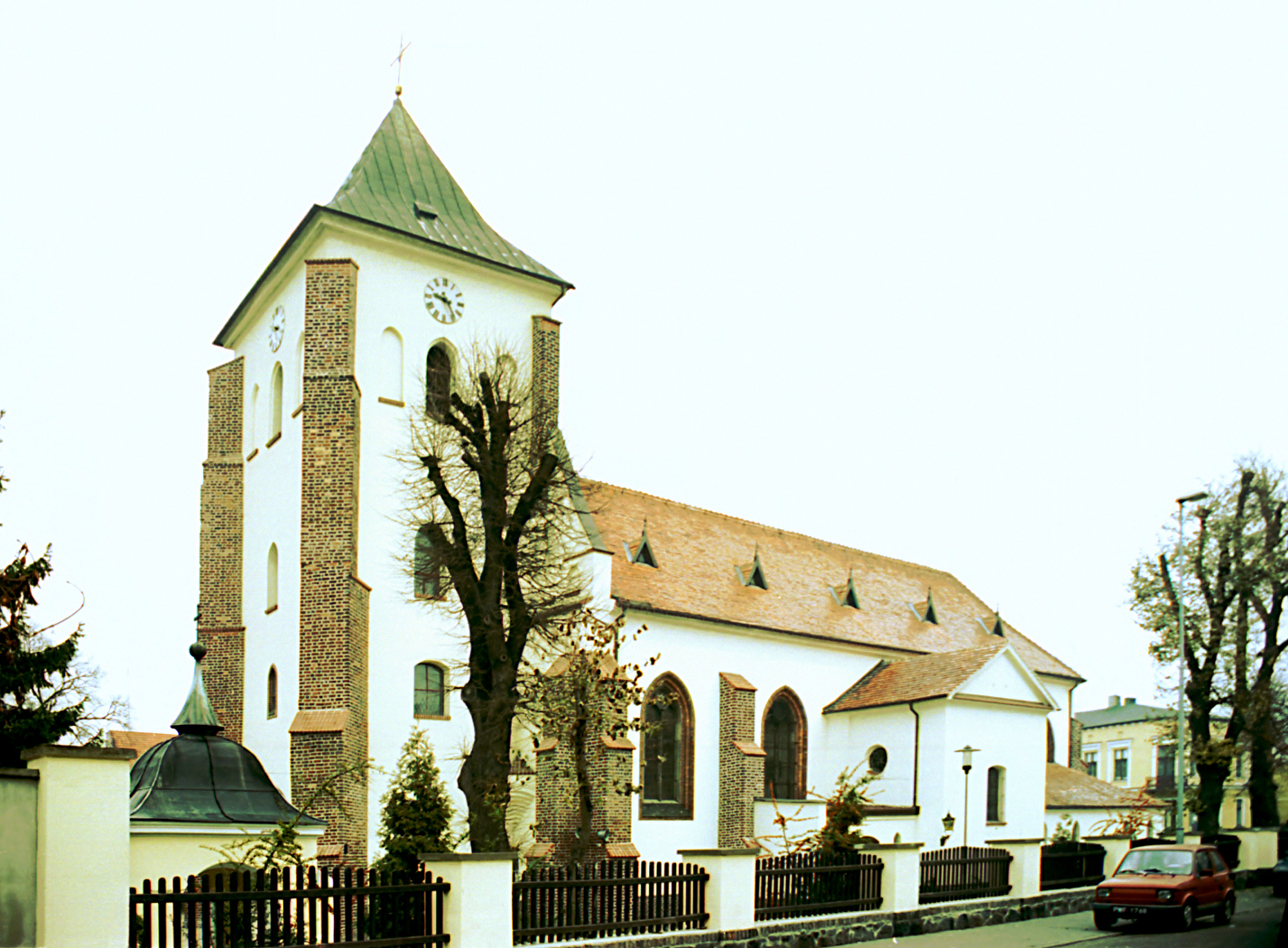
Kościół Najświętszej Maryi Panny Wniebowziętej

W mieście działalność duszpasterską prowadzą:
- Kościół Boży w Chrystusie:
  - Zbór „Kangeri Izrael”[9]
- Kościół greckokatolicki:
  - placówka duszpasterska w Obornikach[10]
- Kościół rzymskokatolicki – dekanat obornicki[11]
  - parafia Miłosierdzia Bożego[11]
  - parafia św. Józefa Oblubieńca Najświętszej Maryi Panny[11]
  - parafia Najświętszej Maryi Panny Wniebowziętej[11]
- Kościół Zielonoświątkowy w RP:
  - Zbór w Obornikach Wielkopolskich[12]

## Transport
Przez miasto przebiega droga krajowa nr 11 (Bytom – Lubliniec – Ostrów Wlkp. – Poznań – Rogoźno – Piła – Kołobrzeg), a także droga wojewódzka nr 178 oraz nr 187.
Przez miasto prowadzi również linia kolejowa Poznań – Piła ze stacjami kolejowymi Oborniki Wielkopolskie oraz Oborniki Wielkopolskie Miasto. Około 4 km na północny zachód od miasta znajduje się lądowisko Oborniki-Słonawy. W mieście funkcjonuje komunikacja miejska.

## Współpraca
Miejscowości partnerskie:
- Herk-de-Stad, Belgia
- Kobuleti, Gruzja
- Lüchow (Wendland), Niemcy
- Nowojaworowsk, Ukraina
- Żejtun, malta